# Al-Qubayba (Hébron)
Pour le village à côté de Jérusalem, voir Al-Qubeiba.
al-Qubayba ( en arabe : القبيبة ), également connu sous le nom de Qubeiba, était un village palestinien situé à 24 kilomètres au nord-ouest de Hébron. Il a été dépeuplé lors de la guerre israélo-arabe de 1948 .

## Histoire
La localité était connue du temps des Croisades sons le nom de Deirelcobebe. les ruines de l'ancienne cité cananéenne Lakish se situent à proximité du village , et on fait l'objet d'importantes fouilles archéologiques dès l'époque du Mandat britannique sur la Palestine, elles se sont poursuivies à l'indépendance d'Israël. Des vestiges de peuplement datant des périodes romaine, byzantine, des premièrs temps de l'ère islamique  ainsi que de la période mamelouke ont été découverts.

### Période ottomane
En 1517, Al-Qubayba a été conquis par l’Empire ottoman avec le reste du Levant et, en 1596. On en trouve la trace dans les registres des impôts. Elle est indiquée comme se trouvant dans le nahié (sous-district) de Gaza au sein du liwa (district) de Gaza. On y recense 33 ménages musulmans, soit environ 182 personnes. Ils payent une taxe à taux fixe de 25% sur les produits agricoles, notamment le blé, l'orge, le sésame et les arbres fruitiers, ainsi que sur les chèvres et les ruches d'abeilles ; un total de 4 600 akçe, soit 11/24 du revenu revient à un Waqf Hütteroth et Abdulfattah 1977, p. 146 Khalidi 1992, p. 220.
En 1838, Edward Robinson signale que 200 faucheurs et glaneurs sont à l'œuvre dans un champ situé à proximité d'Al-Qubayba (qu'il nomme Kubeibeh). Il indique : "Certains prenaient un rafraîchissement et nous ont offert de leur maïs desséché. À l'époque des récoltes, les grains de blé, pas encore complètement secs et durs, sont grillés dans une casserole ou sur une plaque de fer et constituent un très bon substitut au pain ; c'est mangé avec du pain ou à la place de celui-ci. "  Robinson signale également que Kubeibeh est un village musulman situé dans la région de Gaza.
En 1883, l'étude du Palestine Exploration Fund décrit Al-Qubayba comme un grand village construit en briques d'adobe, situé sur des collines vallonnées près d'une plaine, entouré d'une zone inculte et pierreuseKhalidi 1992, p. 220 .

### Période du mandat britannique

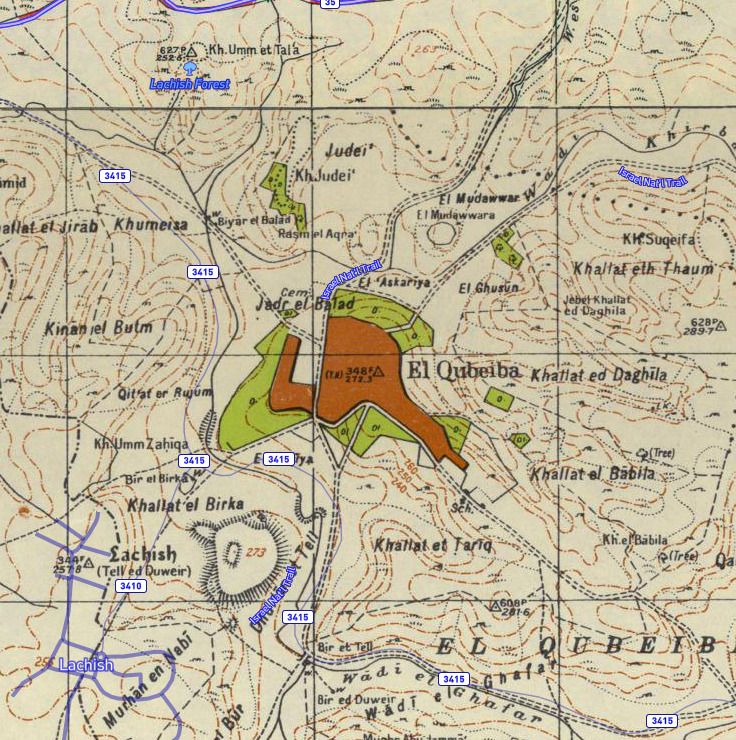
Carte des environs d'Al-Qubayba, dans les années 1940.

D'après le recensement de 1922 effectué par les autorités du Mandat britannique, Al-Qubaiba compte 646 habitants, tous musulmans, leur nombre atteint 800 d'après le recensement de 1931, tous musulmans, il existe 141 maisons.
Le village dispose à cette époque d'une école, d'une mosquée et d'un certain nombre de petites échoppes. Deux puits situés au nord-ouest et au sud-ouest de la localité servent à l'alimentation en eau potable.
Selon les statistiques des villages de 1945, Al-Qubayba compte 1 060 habitants, tous musulmans qui sont propriétaires 11 912 dounams de terres. 8109 dounams sont consacrés à la céréaliculture tandis que 35 dounams sont des terrains bâtis.

### 1948 et suites
Al-Qubayba se situe sur le territoire attribué à l'État arabe dans le cadre du plan de partition de l'ONU de 1947.
Le village est tout d'abord attaqué par les forces israéliennes lors de l'opération Barak. Bien qu'il soit défendu par les forces égyptiennes, Al-Qubayba est pris par les Israéliens à l'achèvement de l'opération Yoav le 28 octobre 1948. La population fuit et le village est détruit.
La région est ensuite annexée par Israël et, en 1955, le moshav de Lakhish est créé au sud-ouest du site du village sur les terres de celui-ci.
Walid Khalidi indique qu'il ne reste des 141 maisons, de la mosquée et de l'école primaire du village que des cactus et une poignés d'oliviers signalant le site.

## Culture
Un thob (robe ample à manches) de Qubeiba, daté de 1910 environ, fait partie des collections du Museum of International Folk Art (MOIFA) de Santa Fe (États-Unis) . La robe est constituée d'un ensemble de différents tissus, textures et couleurs. Le devant et la moitié supérieure du dos sont en coton noir.